# Forces Democràtiques Sirianes
Les Forces Democràtiques Sirianes (àrab: قوات سوريا الديمقراطية, Quwwāt Sūriyā al-Dīmuqrāṭiyya; kurd: Hêzên Sûriya Demokratîk; siríac: ܚܝ̈ܠܘܬܐ ܕܣܘܪܝܐ ܕܝܡܩܪܛܝܬܐ, Haylawotho d'Suriya Demoqratoyto), habitualment abreujat com FDS o SDF (per les seves sigles en anglès), són una aliança de milícies kurdes, àrabs, assíries, armènies, turcmanes i circassianes a la guerra civil siriana, que lluiten contra l'Estat Islàmic (EI) i en contra d'altres faccions rebels que cooperen amb el Front Al-Nusra i altres grups jihadistes com Ahrar Al-Sham. Les FDS afirmen estar lluitant per una Síria laica, democràtica i federal. Els seus objectius i el de les operacions militars són part de la Revolució de Rojava on els ciutadans estan gestionant de facto, un govern basat en els principis de democràcia directa i confederalisme democràtic. El 10 de desembre de 2015, després d'una conferència de dos dies, les FDS van crear el seu braç polític, l'anomenat Consell Democràtic de Síria. En el projecte de redacció i actualització de la constitució de 2016, la Rojava, estableix les FDS com la seva força de defensa oficial.
Les FDS s'han centrat principalment en combatre l'EI, desplaçant-los amb èxit d'àrees estratègiques importants, com al-Shaddadi, Al-Hawl, Sarrin i Manbij.
Al voltant del 60% dels membres són kurds. Segons The Economist, les FDS han estat descrites com "la filial de les YPG kurdes".

## Creació
La creació de les FDS es va anunciar l'11 d'octubre de 2015, durant una conferència de premsa a Al-Hasakah.
L'aliança es basa en les reeixides operacions del Volcà de l'Eufrates (VE, en kurd: Burkān al-Furāt) amb la cooperació de les YPG kurdes i algunes faccions de l'Exèrcit Lliure de Síria (FSA per les seves sigles en anglès), que va ajudar a defensar la ciutat kurda de Kobanî. El VE es va aliar posteriorment amb Liwa Thuwwar al-Raqqa, que va participar en l'alliberament de Tell Abyad en mans de l'Estat Islàmic. L'aliança actual també inclou forces de l'autoadministrat Cantó de Cizire, com ara el Consell Militar Siríac (milícia cristiana) i les Forces d'Al-Sanadid, una tribu àrab, ambdues plenament entregades en l'alliberament d'Al-Hasakah en mans islamistes. No obstant les estimacions de la grandària de les forces varien significativament, el seu nombre pot ser tan alt com 55.000 components.
Alguns dels grups rebels entrenats pel Pentàgon dels Estats Units, també van passar a formar part de l'aliança, amb les tasques de "d'informar sobre els atacs aeris contra Estat Islàmic i de reclutar rebels moderats".

### Grups fundadors
- Unitats de Protecció Popular (YPG)
- Unitats de Protecció de les Dones (YPJ)
- Forces Al-Sanadid
- Exèrcit dels Revolucionaris (Jaysh al-Thuwar)
- Consell Militar Siríac (MFS)
- Liwa Thuwwar al-Raqqa
- Volcà de l'Eufrates
- Grups brigadistes d'Al-Jazira
- Lîwai 99 Muşat

## Composició, creixement i mida

### 2015
A finals d'octubre de 2015 el grup tribal Liwaa Siqur El-Badiye es va unir a les FDS per combatre l'EI al sud de la província de Hasakah. El 15 de novembre de 2015 el grup Furat Jarablus, part de l'Exèrcit Lliure de Síria, va anunciar que s'integrava en la coalició. El 2 de desembre de 2015 la tribu àrab Al-Shatait, present a la Governació de Deir Ez-Zor, va unir-se i enviar els seus combatents a Al-Shaddadah.

### 2016
Durant tot l'any 2016 unes 4.266 persones van formar part dels diferents programes d'entrenament per així unir-se a les FDS, d'aquest número resten exclosos els grups anomenats a continuació.
El mes de gener es van unir el Batalló dels Màrtirs de l'eufrates i el Batalló per la Llibertat de Jarablus. Durant el febrer els van seguir la Brigada dels Màrtirs de la població àrab d'al-Makhmar, després de l'ofensiva a la presa de Tishrin, i el Batalló del Màrtir Kaseem al-Arref, originari de la localitat de Sarrin, que es va integrar en l'Exèrcit dels Revolucionaris. El març s'hi van afegir la Brigada Jund al-Haramayn a través de l'Exèrcit dels Revolucionaris, operen a les zones d'Alep, zones al nord d'aquesta ciutat i a Kobani, el mateix mes també es van unir 200 àrabs de la zona d'al-Shaddadi, i el grup àrab Liwa Ahrar al-Raqqah. A principis d'abril grups àrabs que componien les FDS van fundar el Consell Militar de Manbij per intentar alliberar la ciutat de Manbij i els seus voltants (durant l'ofensiva sobre Manbij), el consell també incloïa la Brigada Turcmana de Manbij. El mes de maig s'uneixen unes 300 persones d'Al-Shaitat. A finals de juny entren dins de les FDS el Batalló Rebels de Tal Rifaat, un grup de 100 persones d'al-Shaitat, anteriorment part d'una organització que formava part de l'Exèrcit Lliure Sirià, també 160 persones de l'àrea d'al-Shaddadah.
El 14 d'agost, després de la conquesta de la ciutat de Manbij, les FDS van establir el Consell Militar d'al-Bab, amb l'objectiu d'alliberar la ciutat d'al-Bab i rodalia. A finals d'agost, el 21 d'agost, també es va crear el Consell Militar de Jarablus perseguint la mateixa finalitat a la ciutat de Jarablus. El líder del consell, Abdel Sattar al-Jader, va ser assassinat l'endemà de l'anunci, un sospitós va ser detingut el mateix dia.
A principis de setembre la brigada al-Nukhbat comandada per Ahmad Jarba es va unir a les FDS, la seva integració va ser un cop d'efecte important en favor de la coalició, ja que Jarba era l'expresident de la Coalició Nacional Siriana. L'octubre es van integrar en l'aliança el grup Unió d'Oficials Lliures, el mateix mes també es va crear un batalló format únicament per dones al Consell Militar d'al-Bab. A principis de novembre un batalló de la Legió Sham es va unir al Consell Militar de Manbij, durant el mateix període també alguns membres i l'àntic líder de Liwa al-Owais Qorani d'Al-Tharah s'integren en les FDS. El desembre es crea la brigada Chahba, formada per veins d'al-Bab i Azaz, i s'uneixen a la coalició. El mateix mes es crea el Consell Militar de Deir al-Zor, es forma una nova brigada àrab amb més de 1.000 membres per preparar-se per la segona fase de l'ofensiva del Nord d'Ar-Raqqà. Abans d'acabar l'any, el 12 de desembre, 270 kurds i àrabs que havien participat en la segona fase de l'ofensiva al Nord d'Ar-Raqqàcompleten la seva formació a l'Acadèmia Màrtir Abu Leyla.

### 2017
Al llarg de l'any 2017, unes 5.983 persones van formar part dels diferents programes d'entrenament per tot seguit unir-se a les files dels diferents grups que actuen sota el nom de Forces Democràtiques de Síria, d'aquest número resten exclosos els grups i individus anomenats a continuació.
El 13 de febrer es forma el primer regiment de les YPG/YPJ al Cantó de Kobani. Un segon, anomenat Regiment Şehîd Şevger Kobanî, va ser creat el 18 de febrer. Finalment es van crear 4 regiments. A finals de febrer es va unir el grup assiri Guardia Khabour, prenent el control de la seguretat de les poblacions de majoria Assíria, també es va declarar la formació del primer regiment de les YPG/YPJ al Cantó d'Afrin, anomenat Regiment Màrtir Xebat Derik. A finals de març la tribu Ajeel d'ar-Raqqa anunciava el seu suport a l'ofensiva d'Ar-Raqqà per part de les FDS i enviava 150 combatents. El 7 d'abril s'uneix el grup Cavaller de Jazeera, nadiu del nord d'Ar-Raqqà, dies més tard es creen dos nous regiments de les YPG/YPJ anomenats Regiment Màrtir Gabar i Regiment Màrtirs Derik i Zana al Cantó de Cizîrêz. El mes de maig es va crear el grup Forces de Seguretat Internes d'Ar-Raqqà, inicialment constava de 50 membres radicats a Ayn Issa, però la intenció era arribar fins a 3.000.
A principis de juny un grup de 60 combatents de la Divisió Sultà Murad, encapçalats per Abo al-Kheir, va desertar de les milícies proturques per unir-se a les FDS. El 10 de juliol es va formar el Batalló femení àrab Màrtir Amara a la Governació de Deir al-Zor, format inicialment per 35 membres. A mitjans d'agost el grup Jaysh al-Thuwar es va integrar en les files de les FDS per a combatre l'ocupació turca del nord de Síria. A finals d'agost 800 membres de les Forces d'Elit, grup que formava part de l'ELS, abandonen l’organització i s'uneixen al Consell Militar de Deir al-Zor. A principis de setembre una facció de la Brigada Septentrional, que formava part de les milícies proturques, s'uneix a les FDS. El 15 de novembre Talal Silo, fins aquell moment portaveu de les FDS es va rendir o canviar de bàndol entregant-se a l'Exèrcit Turc. Més tard, a finals de novembre, es va crear el Regiment Màrtir Adnan Abu Amjad, format per 250 membres i integrat en el Consell Militar de Manbij. El 20 de desembre Hussam Awak anunciava que abandonava les FDS a Facebook sense aclarir el motiu.

### 2018
El 13 de gener s'anuncia que la Coalició dirigida pels Estats Units d'Amèrica forma la Força de Seguretat Fronterera Siriana, amb l'objectiu d'arribar a 30.000 combatents, la meitat dels quals estarien compostos pels actuals membres de les FDS. A finals del mateix mes Kino Gabriel, portaveu del Consell Militar Siríac, va esdevenir el portaveu de les FDS. El juny es crea la Brigada per l'alliberament d'Idlib i Afrin, junt amb la Brigada Revolucionària d'Idlib. El juliol es forma la primera brigada d'enginyers de combats i l'agost el primer Regiment de Forces Especials. El 24 de setembre el Partit Democràtic Assiri anunca la creació d'una direcció militar unitària per a Nattoreh i els guàrdies de Khabour, la força es coneixeria com a «forces d'Ashur».

### 2019
El 23 de març de 2019, les FDS anuncien la conquesta de l'últim territori controlat per l'Estat Islàmic al capturar la ciutat de Baghuz. El 24 d'abril de 2019, es forma el grup armeni Brigada Màrtir Nubar Onzanyan a l'Església Marziya a Tell Goran, el mateix dia que es commemorava el 104è aniversari del Genocidi Armeni.

## Consells militars
Durant l'any 2016 i 2017, les Forces Democràtiques de Síria van crear tres consells militars a la regió de Shahba i un al cantó de Cizîrê per tal de facilitar i realitzar les operacions militar a la regió entre l'Eufrates i el Cantó d'Afrin i a la Governació de Deir ez-Zor. Els quatre consells militars són: el Consell Militar de Manbij, el Consell Militar d'al-Bab, el Consell Militar de Jarablus i Consell Militar de Deir ez-Zor. Tots ells integrats per militants locals de les respectives regions.

### Consell Militar de Manbij
El Consell Militar de Manbij (CMM) és una coalició establerta el 2 d'abril de 2016 a la presa de Tishrin (al riu Eufrates). L'objectiu del consell va ser capturar la ciutat de Manbij, per a després, un cop assegurada, transferir-ne el control a un consell civil que en gestioni el dia a dia.
L'ofensiva sobre Manbij va incloure el CMM, així com les Forces d'Operacions Especials dels Estats Units i un mínim de contingents de les YPG i les YPJ. La gran majoria dels militants participants van ser àrabs. El 5 d'abril a Sarrin es va crear el consell civil integrat per persones originàries de Manbij que havien fugit de la ciutat quan l'Estat Islàmic va capturar-la anys enrere, per tal que la gestionin un cop alliberada. El consell l'integren àrabs, kurds, turcmans i circassians, per tal de mostrar que sota la seva administració hi poden viure tota mena de pobles d'orígens diferents.
El comandant del Consell Militar, Abu Leyla, va morir durant els enfrontaments i va ser substituït per Abu Adel. L'ofensiva va prendre el seu nom en honor seu.
El 19 d'agost de 2016 el consell militar va emetre un comunicat donant per acabat l'alliberament total de la ciutat i les poblacions que la rodegen, traspassant-ne l'administració al consell civil.

### Consell Militar d'al-Bab
El Consell Militar d'al-Bab va ser creat el 14 d'agost de 2016 integrant 7 grups afiliats a les FDS amb l'objectiu de capturar al-Bab, a l'oest de Manbij. En el moment de la creació van demanar el suport aeri d'EEUU, tal com el va tenir el CMM.
Les primeres batalles lliurades pel consell es van realitzar durant el transcurs de l'ofensiva a al-Bab des del Cantó d'Afrin.

### Consell Militar de Jarablus
El Consell Militar de Jarablus va ser creat per militants procedent de la ciutat de Jarablus, afiliats a les FDS, amb l'objectiu de capturar Jarablus, al nord de Manbij.
El principal comandant del consell militar, Abdel Sattar al-Jader, va ser assassinat dies abans de la intervenció turca al nord de Síria. Les FDS van acusar la intel·ligència militar turca d'organitzar l'atemptat.

### Consell Militar de Deir Ezzor
El 8 de desembre del 2016 les Forces Democràtiques de Síria van crear el Consell Militar de Deir Ezzor i va ser presentat durant una conferència a Hasakah. L'11 de desembre, el Consell va declarar que després de completar la segona fase de l'ofensiva de Raqqa redirigirien el seu focus a la Governació de Deir ez-Zor.

## Suport dels Estats Units
El 12 d'octubre de 2015, el Pentàgon va confirmar el subministrament, mitjançant un avió estatunidenc C-17, de 100 palets amb 45 tones d'armes i munició sobre el nord de Síria per ajudar "grups àrabs." El portaveu de les YPG Polat Can va confirmar el llançament de l'ajuda a Rojava, identificant en la càrrega "rifles d'assalt, morters i munició, però mancant míssils antitanc TOW i armes antiaèries". No obstant això, els principals grups àrabs dins la Coalició Àrab de Síria va negat haver rebut-ne i va assenyalar que l'ajuda podria haver estat destinada només als seus aliats kurds.
Tot i que les armes van ser enviades principalment per a assetjar la ciutat d'Ar-Raqqa (capital de l'Estat Islàmic a Síria), Polat Can va reiterar que la prioritat dels kurds era la unió del Cantó d'Efrin amb el de Kobani, alliberant així els gairebé 100 quilòmetres restants de frontera entre Síria i Turquia, incloent la ciutat fronterera de Jarablus, en mans gihadistes. Per contra, però, el comandant general YPG Sipan Hemo va dir al diari al-Hayat, amb seu a Londres, que s'esperava un atac contra EI a ar-Raqqa "en qüestió de setmanes".
El subministrament es va produir només pocs dies després que el Pentàgon hagués abandonat oficialment el seu programa de formació i equipament de rebels moderats que lluitaven contra EI amb una inversió de 500 milions de dòlars. Sergey Lavrov, ministre d'exteriors rus, va criticar-lo defensant que "una considerable part d'aquestes armes caurien en mans de terroristes ".
Durant l'ofensiva al-Shaddadi, forces especials nord-americanes van coordinar els atacs aeris contra l'EI juntament amb les FDS.
El 21 de maig de 2016, el general Joseph Votel, comandant general del Comandament Central dels Estats Units (CENTCOM), va realitzar diferents viatges secrets de poques hores de durada per visitar diversos els llocs on hi havia les forces especials estadunidenques i es va reunir amb les forces locals dels EUA. La visita va tenir lloc quan les es van afegir les primeres 250 forces d'operacions especials dels Estats Units a Síria per treballar amb les forces locals.
Els grups d'oposició sirians ideològicament islamistes de la Coalició Nacional Siriana, recolzats per Turquia, s'oposen enèrgicament al suport internacional que reben les FDS.
El gener de 2017, la Unió Siríaca Europea va sol·licitar als EUA proporcionar més suport als militants assiris i kurds de les Forces Democràtiques de Síria. Segons els informes, el Pentàgon va afavorir els combatents àrabs de les FDS, i a l'abril les MFS i la HSNB van insistir en la demanda de més suport dels EUA.
A finals de gener de 2017, les FDS van rebre una sèrie de vehicles blindats produïts per ArmorGroup i subministrats pels EUA.
Al febrer de 2017, Stephen Townsend va visitar Kobani. El 25 de febrer, el Comandament Central dels Estats Units (CENTCOM) va indicar que continuaria entrenant i equipant les forces del Consell Militar Manbij. Durant l'ofensiva de l'est d'Alep (febrer-març de 2017), els EUA van desplegar tropes i vehicles blindats a poblacions propers Manbij en un intent de "dissuadir" els atacs constants de les forces recolzades per Turquia a les FDS a l'oest i nord de Manbij.
A finals de març de 2017, els EUA van enviar 30 vehicles blindats més a les FDS per al seu ús en l'ofensiva de Raqqa.
A finals d'abril de 2017, els EUA van posicionar contingents de soldats a la frontera entre Rojava i Turquia per tal de frenar els continuats bombardejos de les forces aèries turques a territori kurd-sirià, coincidint amb els avanços de les forces d'autodefensa en la campanya Raqqa.
El 9 de maig de 2017, el Pentàgon va anunciar que el president nord-americà Donald Trump va aprovar un pla en què els Estats Units es comprometien a proporcionar armament pesat les YPG (milícia més gran dins les FDS), just abans d'una ofensiva final per alliberar la ciutat de Raqqa en mans d'Estat Islàmic.

## Disputes internes
El novembre de 2015, Liwa Thuwar al-Raqqa es va fusionar amb l'exèrcit de la tribu per formar Jabhat Thuwar Al Raqqa. Després d'algunes tensions entre el grup i les Unitats de Protecció Popular (YPG), el 6 de gener de l'any 2016 van emetre un comunicat afirmant que es dissolia. Aquest mateix mes, algunes fonts van afirmar, però, que el Liwa Thuwar A Raqqa havia reaparegut, per finalment anunciar la seva integració a les FDS.
Turquia, per la seva banda, en diverses ocasions va intentar, sempre sense èxit, alimentar un possible conflicte entre les diferents ètnies que formaven les FDS. En un d'aquests intents, l'estiu 2016 un cop Manbij és alliberada, el Sheikh Farouk al-Mashi, ex membre àrab del parlament sirià i designat copresident de l'Ajuntament de Manbij, va declarar: "Tinc un document d'identitat sirià, i kurds tenen un document d'identitat sirià. Deixeu que les persones que parlen contra nosaltre a Turquia i Europa vinguin aquí i lluitain contra Estat Islàmic. Per què hi ha aquesta distorsió en els mitjans de comunicació sobre els problemes entre kurds i àrabs? " Ètnic kurd company copresident Salih Haji Mohammed va declarar: "En el nostre contracte social, diem que volem tenir bones relacions amb els països veïns com Turquia. Qualsevol país que no interfereixi en Manbij i les nostres àrees, tindrà bones relacions amb nosaltres".
El setembre de l'any 2016 durant la intervenció militar turca durant la guerra civil, el líder del grup Liwa al-Tahrir, Abdul Karim Obeid, va desertar per unir-se als rebels turcs amb d'entre 20 a 100 combatents, criticant una suposada dominació de les YPG fins a les FDS. Alguns combatents que no van desertar, però van suggerir que el grup estava disconforme amb l'administració civil Rojava que assumeix el poder tant bon punt la zona està assegurada, traient el poder als Consells Militars.
També el setembre l'any 2016 durant la intervenció militar turca, algunes fonts àrabs van informar que Liwa Ahrar al-Raqqa es van enfrontar amb les YPG. No obstant això, dos dies més tard el comandant de Liwa Ahrar d'al-Raqqa va comunicar que les notícies sobre els enfrontaments i desercions eren falses.
A mitjans de novembre de 2016, l'oficina política de Liwa Thuwar d'al-Raqqa, amb fortes connexions amb Turquia, va condemnar l'ofensiva a Raqqa de les FDS dirigida per les YPG. Això va provocar tensions entre l'oficina del grup, que s'oposa a les YPG, i el líder, comandant i general de Jabhat Thuwar Al Raqqa, Abu Issa, ferm aliat de les YPG. Alguns membres de Jabhat Thuwar Al Raqqa van abandonar el grup per unir-se a Liwa Ahrar al-Raqqa, membre de les FDS, en resposta a les tensions i en mostra de suport a la coalició kurd-àrab.
El 10 de desembre de 2016, es va anunciar la segona fase de la campanya del Nord de Raqqa, amb Jabhat Thuwar al-Raqqa participant sota el paraigües de les FDS. Dues setmanes més tard, la brigada dels Falcons de Raqqa van detenir diversos comandaments militars de Thuwar al-Raqqa i els va obligar a desertar. El 27 de desembre, els comandants van declarar ser encara dirigint el grup armat.
El 20 de febrer de 2017, un sub-comandant de la brigada Falcont de Raqqa, Abu Yamen al-Meko, amb forts vincles amb la Direcció d'Intel·ligència Militar, va declarar la seva lleialtat a Bashar al-Assad i va formar la unitat pro governamnetal "Tajamou al -Shamal ". En conseqüència, els seus seguidors van aixecar la bandera baasista a la seva seu a la localitat d'al-Fares. Aquestes accions, però, van provocar la ira de Jabhat Thuwar Al Raqqa, que va llançar un atac sorpresa contra al-Fares, destruït la facció d'al-Meko, matant-ne o capturant-ne els seus membres. Jabhat Thuwar al-Raqqa va declarar que "mai permetria en cap cas que el règim i les seves milícies entressin a la ciutat [de Raqqa]".